# Божиновский, Петар
Петар Ташков Божиновский (серб. Петар Ташке Божиновски, макед. Петар Ташков Божиновски), известен под псевдонимом Кочо (серб. и макед. Кочо; 15 января 1920, Битола — 26 сентября 1970, Скопье) — югославский военачальник, участник Народно-освободительной войны Югославии. Народный герой Югославии.

## Биография
Родился 15 января 1920 года в Битоле в бедной рабочей семье. Окончил два класса средней школы, изучил ремесло портного, но затем устроился на работу на табачную фабрику. Состоял в Объединении рабочих синдикатов, являлся членом нелегальных рабочих движений.
В начале 1941 года Божиновский был принят в Союз коммунистической молодёжи Югославии. Вскоре после оккупации в Битоле он вступил в партию, войдя в состав Оперативного штаба, который возглавлял Стеван Наумов. Петар договорился с ним об эвакуации гражданского населения из Битолы и перевода его в партизанский отряд.
В конце 1941 года болгарская полиция объявила Божиновского в розыск и назначила награду за него (живым или мёртвым). Петар вступил в Битолский партизанский отряд «Пелистер» 22 апреля 1942, боевое крещение принял 2 августа 1942 в битве за деревню Смилево, также участвовал в боях за полицейский участок в Кажане и за железнодорожную станцию в Српцах 15 ноября 1942. Один раз был ранен, спас жизнь одному раненому партизану.
В начале 1943 года Божиновский решением Главного штаба НОАЮ в Македонии был назначен курьером, с августа 1943 года занимал должность политрука в партизанском отряде имени Даме Груева. С июня по октябрь 1944 года Петар был заместителем политрука в 7-й македонской бригаде. В августе 1944 года вошёл в делегацию на I Съезде Антифашистского собрания по народному освобождению Македонии.
После освобождения работал в Министерстве внутренних дел, а затем в таможенной администрации. Скончался 26 сентября 1970 года в Скопье. Был награждён Орденом Народного героя Югославии 30 июля 1952, медалью Партизанской памяти 1941 года и другими наградами.